# Dagoberto Fontes
Dagoberto Fontes, né le 5 mai 1943 à Maldonado en Uruguay et mort le 4 mai 2024, est un footballeur international uruguayen jouant au poste d'attaquant.

## Biographie

### Carrière en club
Dagoberto Fontes joue en faveur du Defensor Sporting Club entre 1965 et 1971.

### Carrière en équipe nationale
Avec l'équipe d'Uruguay, il joue 13 matchs, sans inscrire de but, entre le 21 mai 1968 et le 20 juin 1970.
Il figure dans le groupe des 22 joueurs sélectionnés lors de la Coupe du monde de 1970. Lors du mondial organisé au Mexique, il joue quatre matchs : contre la Suède, l'Union soviétique, le Brésil, et enfin l'Allemagne. L'Uruguay se classe quatrième du tournoi.